# Список послов СССР и России в Бурунди
В статье представлен список послов СССР и России в Бурунди.
- 1 октября 1962 г. — установление дипломатических отношений на уровне посольств.
- 8 марта 1963—19 июня 1964 — дипломатические отношения осуществлялись через миссию в Леопольдвиле.

## Список послов
| Срок полномочий                   | Посол                          | Годы жизни | Вручение верительных грамот | Комментарии         |
| --------------------------------- | ------------------------------ | ---------- | --------------------------- | ------------------- |
| СССР                              |                                |            |                             |                     |
| 8 марта 1963 — 19 июня 1964       | Сергей Сергеевич Немчина       | 1912—1978  |                             | По совместительству |
| 10 июля 1964 — 1 июля 1967        | Иван Иванович Марчук           | 1922—1986  | 25 августа 1964             |                     |
| 1 июля 1967 — 25 декабря 1970     | Михаил Егорович Крюков         | 1914—1994  | 2 октября 1967              |                     |
| 25 декабря 1970 — 10 июля 1974    | Алексей Фёдорович Наумов       | 1918—1998  | 29 января 1971              |                     |
| 10 июля 1974 — 28 января 1980     | Дмитрий Петрович Пожидаев      | 1913—1989  | 3 сентября 1974             |                     |
| 29 января 1980 — 28 апреля 1986   | Валерий Зиновьевич Левиков     | 1921—2018  | 20 марта 1981               |                     |
| 28 апреля 1986 — 19 мая 1988      | Валерий Васильевич Цыбуков     | 1932—2023  |                             |                     |
| 19 мая 1988 — 15 февраля 1991     | Всеволод Николаевич Софинский  | 1924—2008  |                             |                     |
| 15 февраля 1991 — 25 декабря 1991 | Артур Васильевич Веселов       | род. 1937  |                             |                     |
| Российская Федерация              |                                |            |                             |                     |
| 25 декабря 1991 — 22 мая 1995     | Артур Васильевич Веселов       | род. 1937  |                             |                     |
| 22 мая 1995 — 24 августа 1999     | Игорь Семёнович Лякин-Фролов   | род. 1948  |                             |                     |
| 24 августа 1999 — 4 марта 2005    | Геннадий Владимирович Гуменюк  | род. 1939  |                             |                     |
| 4 марта 2005 — 15 февраля 2011    | Владимир Павлович Тимофеев     | род. 1943  |                             |                     |
| 15 февраля 2011 — 1 декабря 2014  | Владимир Фёдорович Малышев     | род. 1950  |                             |                     |
| 1 декабря 2014 — 17 июля 2019     | Георгий Владимирович Тодуа     | род. 1964  | 6 марта 2015                |                     |
| 17 июля 2019 — настоящее время    | Валерий Александрович Михайлов | род. 1955  |                             |                     |